# Cmentarz wojenny nr 174 – Piotrkowice
Cmentarz wojenny nr 174 – Piotrkowice – austriacki cmentarz wojenny z okresu I wojny światowej wybudowany przez Oddział Grobów Wojennych C. i K. Komendantury Wojskowej w Krakowie na terenie jego okręgu VI Tarnów.
Zaprojektowany przez Heinricha Scholza. Zajmuje powierzchnię 134 m². W jednym grobie masowym i 12 pojedynczych pochowano tu 35 żołnierzy rosyjskich. 
Cmentarz znajduje się przy drodze wojewódzkiej nr 977 w północnej części miejscowości Zabłędza. W ewidencji cesarskiej i królewskiej Armii figuruje jako 174 Piotrkowice, miejscowość ta znajduje się ok. 500 metrów na zachód. 

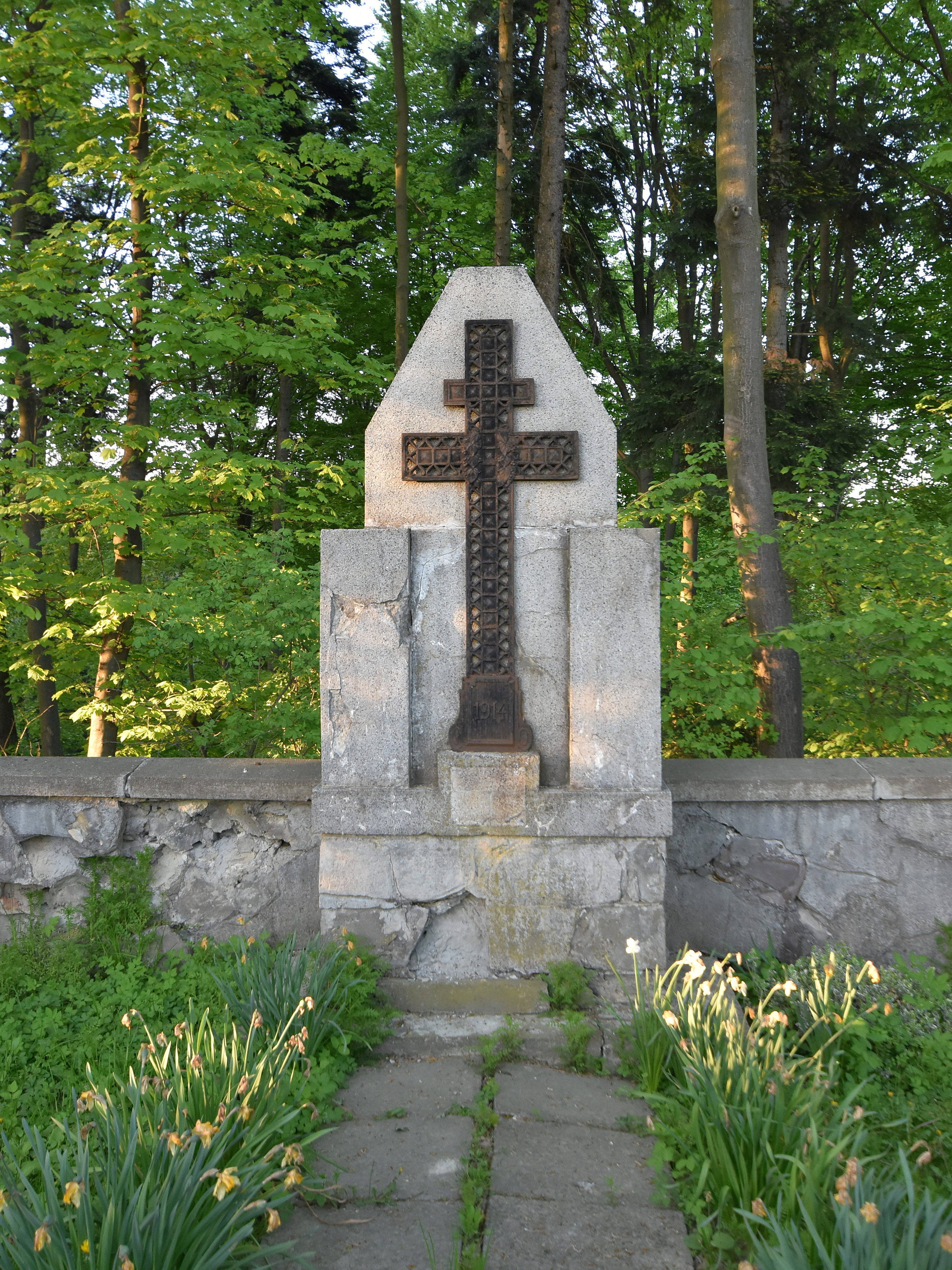
Pomnik centralny